# 国民の考え
国民の考え（こくみんのかんがえ）は、中道保守を政治理念とする韓国の政党である。金泳三政権（1993年～1998年）で大統領府主席秘書官を務めた韓半島先進化財団理事長である朴世逸（パク・セイル）を代表とし、2012年2月13日に結成された。党結成時点では国会議員を有していなかったが、与党セヌリ党（2012年2月にハンナラ党から党名改称して発足）を離党した田麗玉議員が2012年3月9日に入党した。
党結成直後に行われた総選挙では、朴代表がソウル市瑞草区甲から出馬するなど地域区で20人を擁立、セヌリ党を離党した田麗玉議員を前面に出して選挙戦を戦ったが、セヌリ党と野圏連帯（民主統合党・統合進歩党）の狭間で埋没する形となり、政党得票で0.73％（15万6222票）を得るに留まった。地域区でも当選者を出すことができなかったため、政党法の規定（当該政党が獲得した得票が有効得票2％未満で当選者を出せなかった場合、自動的に解党される）により解体されることになった。

## 年表
- 2012年2月13日：「国民の考え」創立大会。代表に朴世逸を選出。
- 2012年3月9日：セヌリ党を離党した田麗玉議員が入党。
- 2012年4月11日：第19代総選挙。地域区と比例代表の双方で当選者無し。
- 2012年4月12日：政党法の規定に基づき自動的に解散。